# 丝绸之路
丝绸之路，常简称为丝路，此词最早来自于德意志帝国地理学家費迪南·馮·李希霍芬男爵於1877年出版的一套五卷本的地图集。
丝綢之路是指从汉唐古都长安/洛阳出發，經甘肅、新疆，到中亞、西亞、歐洲，並聯結地中海各國的陸上通道，最遠到達西亞諸國的陸上貿易通道，東漢時班超再次出使西域打通了荒廢已久的絲綢之路，将东端延伸到京师洛阳，西端延伸到歐洲（羅馬）。这条道路也被称为「陆上丝绸之路」，以区别日后另外两条冠以“丝绸之路”名称的交通路线。因为由这条路西运的货物中以絲綢製品的影響最大，故得此名。其基本走向定于两汉时期，包括南道、中道、北道三条路线。但实际上，丝绸之路并非是一条 “路”，而是一个穿越山川、沙漠和海洋且没有标识的道路网络，并且丝绸也只是货物中的一种。:5
广义的丝绸之路指从上古开始陆续形成的，遍及欧亚大陆甚至包括北非和东非在内的长途商业贸易和文化交流线路的总称。除了上述的路线之外，还包括约於前5世紀形成的草原絲綢之路、和与中古初年形成的西北丝绸之路，在宋代以後发挥巨大作用的海上絲綢之路開始興盛，但在宋初西北丝绸之路被取代，成为路上交流通道的則是南方丝绸之路。元代開始是古代海上活动最为频繁、海外贸易最为发达的时期，船運能力猛增。於是，海上丝绸之路的重要性超过了陆上丝绸之路，使歐亞的交流達到了空前的程度。
2014年6月22日，在杜哈举行的第38届的世界遗产委员会会议上，丝绸之路同京杭大运河一起，被联合国教科文组织列为世界遗产。

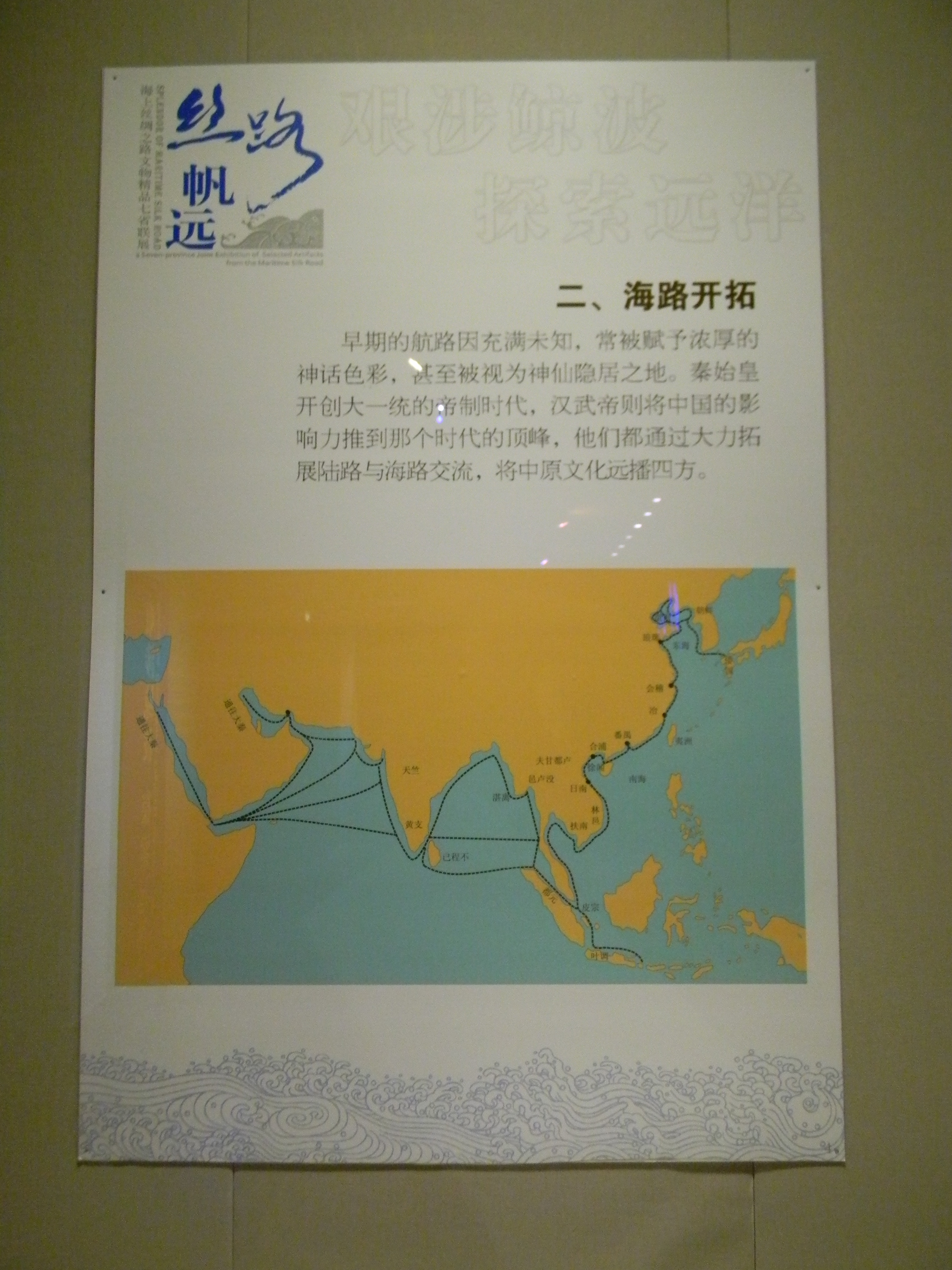
絲路的海、陸線都發揮了重要作用

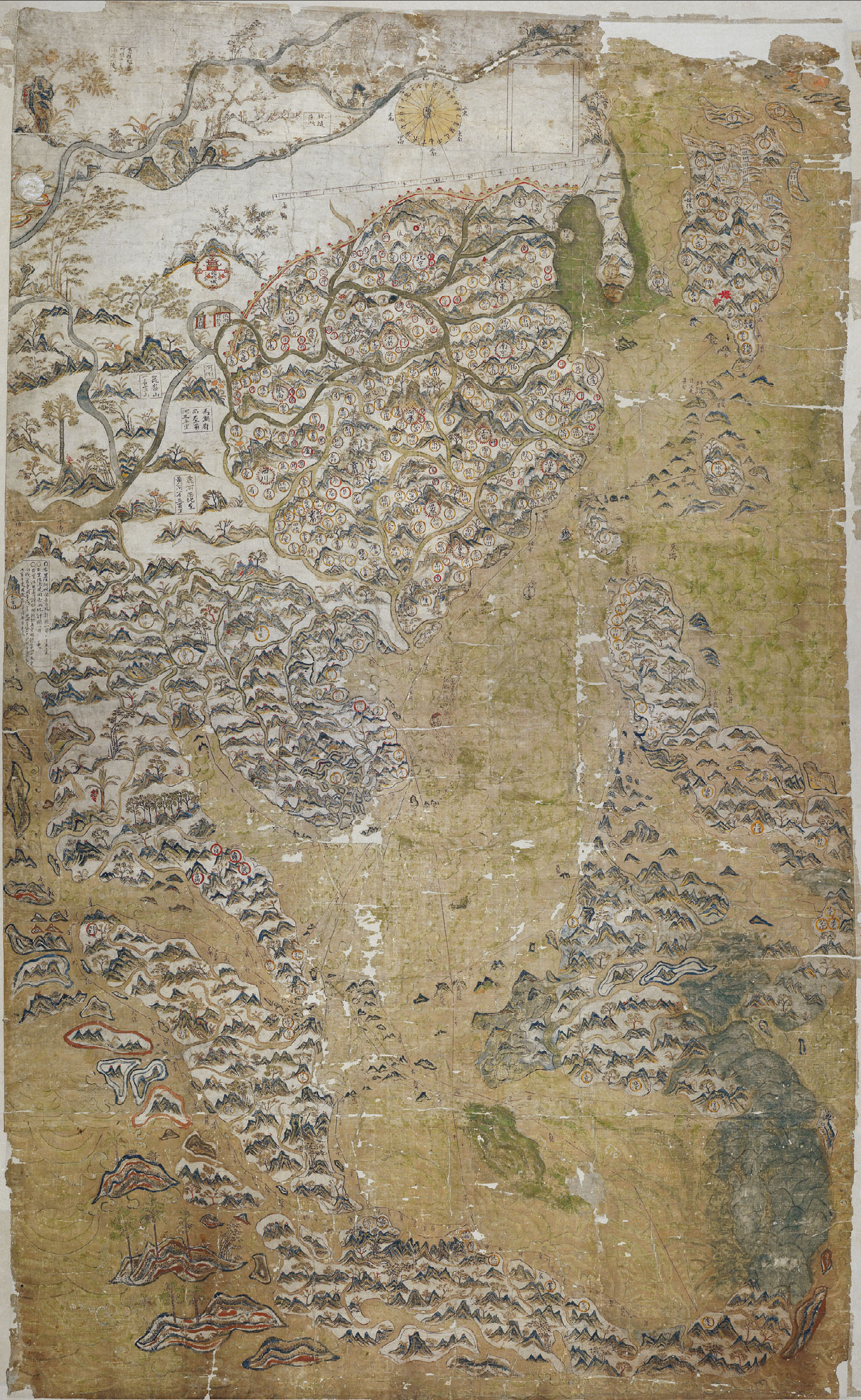
17世纪的海圖，显示了中國横跨远东，特别是东南亚的海上贸易路线。此圖可能是由马尼拉當地華商所繪。

## 路线

### 传统丝路

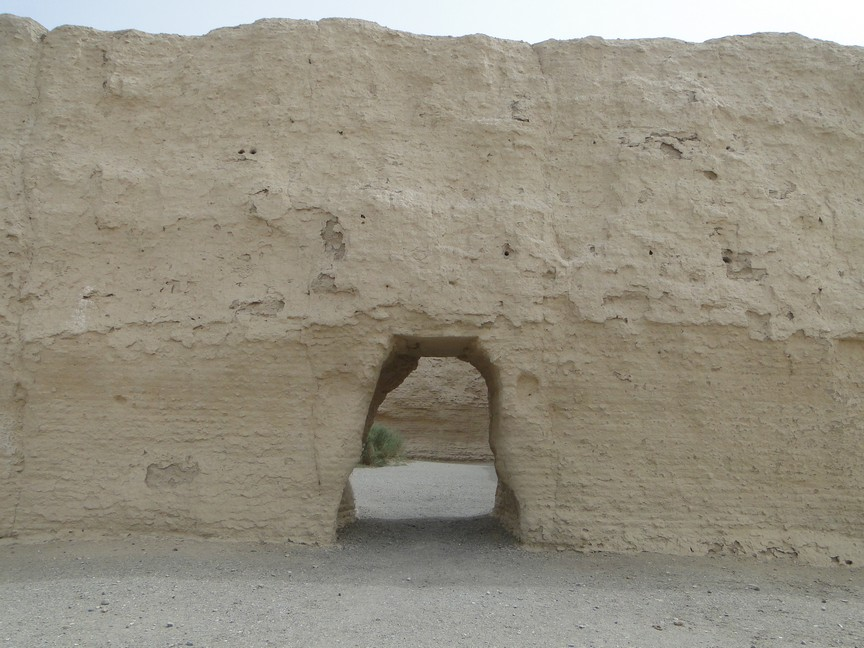
玉门关

丝绸之路一般可分为三段，而每一段又都可分为北中南三条线路。
- 东段：从长安或洛阳出发到玉门关、阳关。（西汉时期由张骞开辟，东汉时期由班超打通。[6]）
- 中段：從玉门关、阳关以西至葱岭。（西汉开辟）
- 西段：從葱岭往西经过中亚、西亚直到欧洲。（东汉开辟）

以下為絲路各段上的重要城市名稱，括號内為古地名。

#### 东段
东段各线路的选择，多考虑翻越六盘山以及渡黄河的安全性与便捷性。三线均从长安出发，到武威、张掖汇合，再沿河西走廊至敦煌。
- 北线：從泾川、固原、海原、中卫、靖远至武威，路線最短，但沿途缺水、补给不易。
- 南线：從凤翔、天水、陇西、临夏、乐都、西宁至张掖，但路途漫长。
- 中线：從泾川转往平凉、会宁、兰州至武威，距离和补给均属适中。

- 十世纪末期，北宋為繞開地处河西走廊的西夏的領土，開闢了從天水經青海至塔里木盆地的“青海道”。成為北宋时期的一條新的陆上丝绸之路的东段商路。

#### 中段

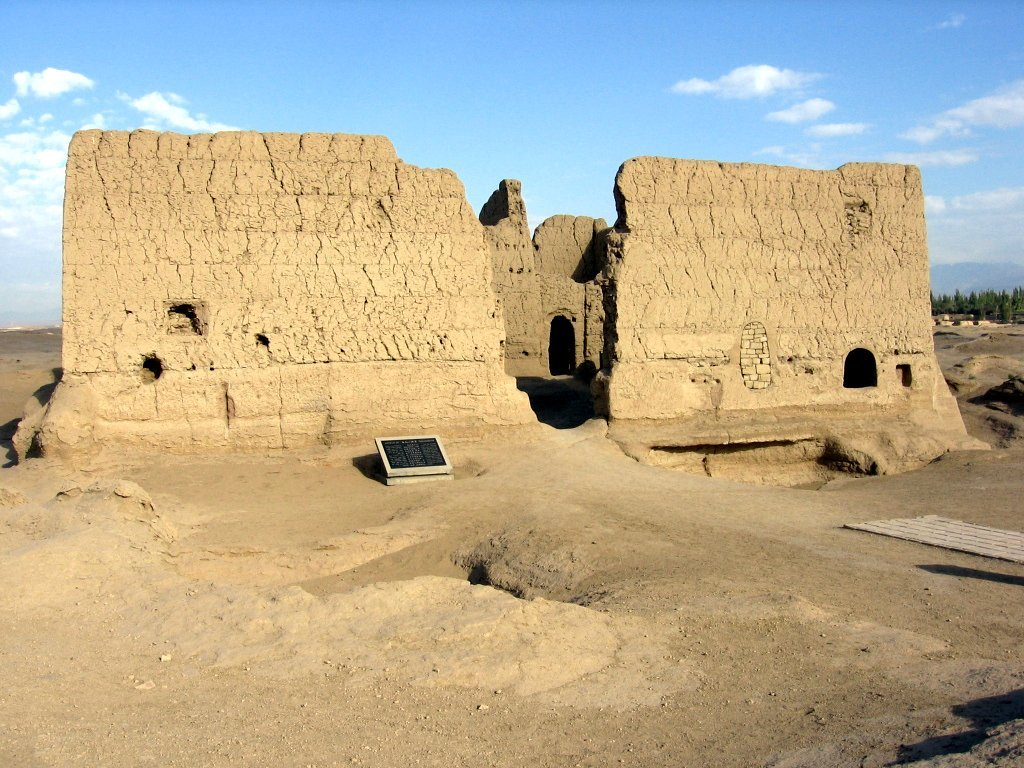
交河故城

中段主要是塔里木盆地境内的诸线路，它们随绿洲、沙漠的变化而时有变迁。三线在中途尤其是安西四镇（唐贞观十四年（640年）设立）多有分岔和支路。从阳关到楼兰或者若羌米兰绿洲，要沿着疏勒河与阿尔金山北麓穿越长达千余里的库姆塔格沙漠，历史上这段路沿途就没有绿洲文明可以作为旅行的基点。而在阳关以东或者米兰、楼兰以西，沿途的绿洲星罗棋布。因此，“西出阳关无故人”的名诗句也写出了阳关以西这千余里丝路的可怖。此路线后来为313国道。
- 南道（又称于阗道）：东起陽關，沿塔克拉玛干沙漠南缘，经若羌（鄯善）、和田（于阗）、莎车等至葱岭。

- 中道（主線為天山南路）：起自玉门关，沿塔克拉玛干沙漠北缘（天山南麓），经罗布泊（楼兰）、吐鲁番（车师、高昌）、焉耆（尉犁）、库车（龟兹）、阿克苏（姑墨）、喀什（疏勒）到费尔干纳盆地（大宛）。

- 北道（主線為天山北路）：起自安西（瓜州），走天山北麓，经哈密（伊吾）、吉木萨尔（庭州）、伊宁（伊犁），直到碎叶。北道是唐朝时才开辟的丝路。

#### 西段

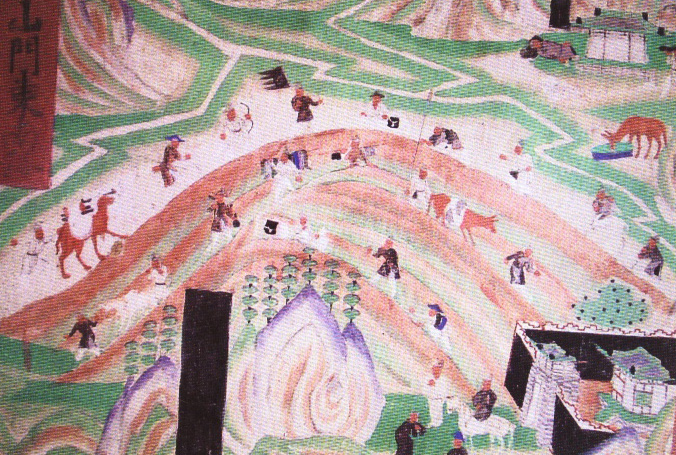
敦煌壁畫中，描繪了往返于丝绸之路上的商队。

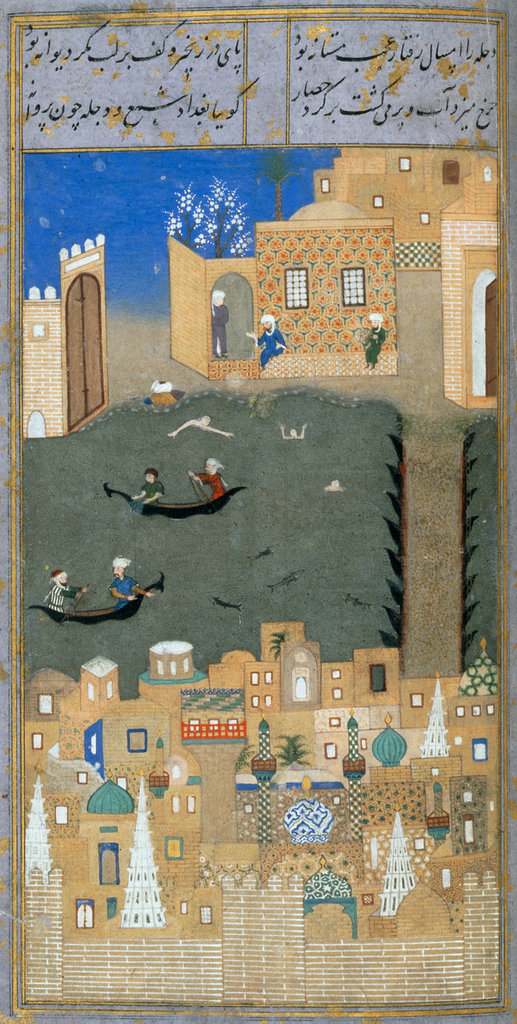
15世纪的巴格达

自葱岭以西直到欧洲的都是丝绸之路的西段，它的北中南三线分别与中段的三线相接对应。其中经裏海到君士坦丁堡的路线是在盛唐时代开辟的。
- 北线：沿咸海、里海、黑海的北岸；经过碎叶、怛罗斯、阿斯特拉罕（伊蒂尔）等地到伊斯坦布尔（君士坦丁堡）。

- 中線：自喀什起，走费尔干纳盆地、撒马尔罕、布哈拉等到马什哈德（伊朗），与南线汇合。

- 南線：起自帕米尔山，可由克什米尔进入巴基斯坦和印度，也可从白沙瓦、喀布尔、马什哈德、巴格达、大马士革等前往欧洲。

## 其他丝路
除传统絲綢之路外，还有多為欧亚大陆北部之游牧民族使用的草原絲綢之路、主要与南亚交流的南方丝绸之路以及沿海路行进的海上丝绸之路。
其中陸路方面，從蒙古草原出發，穿越西伯利亞進入東歐的草原絲路，在宋代至元代是成為連接東西文化交流最為主要的通道，當年中國與中亞、西域的商業貿易活動嚴重依賴這條路線，元代開始則為海上丝绸之路。

### 简表
| 东段 | 中段 | 西段 |
| --- | --- | --- |
| - 北线、南线、中线： 1. 长安或洛阳 2. 须弥山石窟、麦积山石窟、炳灵寺石窟 3. 武威（凉州） 4. 张掖（甘州） 5. 酒泉（肃州） 6. 敦煌（沙州）：莫高窟、榆林窟 - 北宋新路： 1. 天水 2. 西寧 3. 伏俟城 4. 索爾庫裏盆地（索爾庫裏） | - 南道（又称于阗道）： 1. 阳关 2. 若羌（鄯善） 3. 且末 4. 尼雅（精绝），西汉时西域三十六国之一。 5. 和田（于阗） - 中道： 1. 玉门关 2. 楼兰（為鄯善所兼併，現屬新疆若羌縣） 3. 吐鲁番（高昌）：高昌故城、交河故城、雅尔湖故城、柏孜克里克千佛洞 4. 焉耆（尉犁） 5. 库车（龟兹）：克孜尔千佛洞、库木吐喇千佛洞 6. 阿克苏（姑墨） 7. 喀什（疏勒） - 北道： 1. 哈密，水道纵横盛产哈密瓜 2. 乌鲁木齐，蒙古文意思解作美丽的草原 3. 伊宁（伊犁） 4. 碎叶 | - 北线 1. 乌鲁木齐 2. 阿拉木图（今哈萨克斯坦城市） 3. 江布尔城（怛羅斯，今哈薩克斯坦城市） 4. 托克玛克（碎葉，今吉尔吉斯斯坦城市） 5. 薩萊（俄羅斯） 6. 薩克爾 7. 君士坦丁堡（伊斯坦堡，今土耳其城市） - 中線 1. 喀什或喀什葛尔 2. 白沙瓦：哈拉和林大道 3. 喀布尔 4. 巴米扬：著名的巴米扬大佛在2001年被塔利班摧毁。 - 南線 1. 马什哈德（伊朗） 2. 萨卜泽瓦尔 3. 赫卡托姆皮洛斯（番兜，和椟，可能位于今伊朗的达姆甘和沙赫鲁德之间。） 4. 德黑兰 5. 哈马丹 6. 克尔曼沙汗 7. 巴库拜（伊拉克） 8. 巴格达 9. 阿布哈里卜 10. 费卢杰：沿幼发拉底河至阿列颇。 11. 拉马迪 12. 阿列颇（叙利亚） 13. 大马士革 14. 阿达纳（土耳其） 15. 科尼亚 16. 安条克 17. 布尔萨 18. 君士坦丁堡（伊斯坦堡） |

## 歷史發展

### 遠古时期

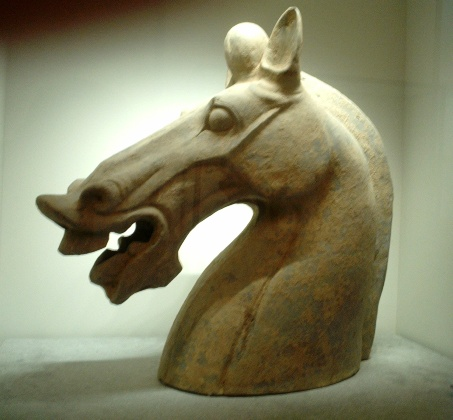
大约是东汉晚期的马塑像。

早在远古时期，虽然人类面对着难以想象的天然艰险的挑战，但是欧亚大陆东西之间并非像许多人想象中那样地隔绝。在古埃及、两河流域、印度河流域和黄河流域之北的草原上，有着一线由许多不连贯的小规模贸易路线大体衔接而成的草原之路。这一点已经被沿路诸多的考古发现所证实。这条路就是最早的丝绸之路的雏形。

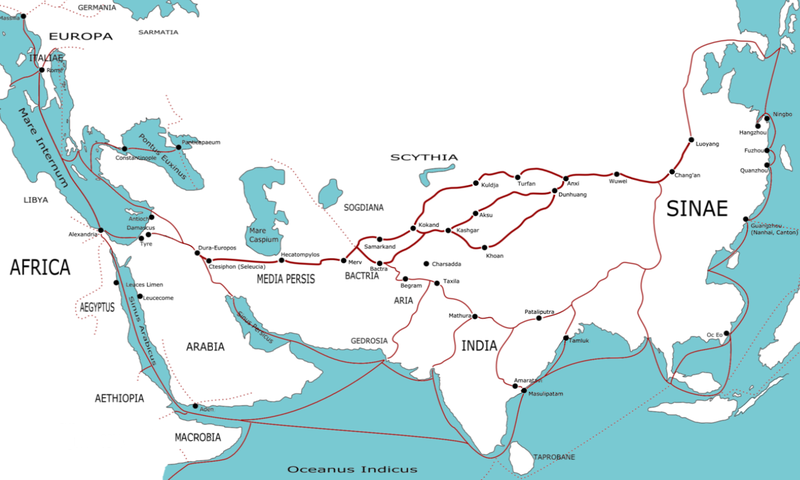
西元一世纪的丝绸之路

早期的絲綢之路上並不是以絲綢為主要交易物資，在公元前15世紀左右，東亞商人就已經出入塔克拉瑪干沙漠邊緣，購買產自現新疆地區的和田玉石，同时出售海贝等沿海特产，同中亞地區進行小規模貿易往來。而良种马及其他适合长距离运输的动物也开始不断被人们所使用，令大规模的贸易文交流成为可能。比如阿拉伯人的经常使用耐渴、耐旱、耐饿的单峰骆驼，在公元前11世纪便用于商旅运输。而分散在亚欧大陆的雅利安人和斯基泰人、萨尔马提亚人据传在公元前31世紀左右即开始饲养马。双峰骆驼则在不久后也被运用在商贸旅行中。
另外，欧亚大陆腹地是广阔的草原和肥沃的山谷，对于游牧民族和商队运输的牲畜而言可以随时随地安定下来，就近补给水、食物和燃料。这样一来一支商队、旅行队或军队可以在沿线各君主制国家没有注意到他们的存在或激发敌意的情况下，进行长期，持久而路途遥远的旅行。
重要的海上航線也很早就有，於公元前200年左右。最初的海上絲綢之路「東海航線」已形成於秦漢之際，即是沿著遼東半島及朝鮮半島的海岸線南下，然后越過對馬海峽到達日本列島的北部。後來對日本韓國方面產生了全方位的影響，一直延續至今。海上絲綢之路「南海航線」也是在秦漢之際形成的，珠江三角洲地區所發現的南越國（公元前203年—公元前111年）同時期的非洲象牙等物證。公元前111年，漢滅南越，直接控制了南海航線的門戶，中央大力拓展海外交通，開辟了第一條從中國南方沿海直接通往印度洋地區的遠洋航線，最遠到達現在印度半島的東海岸及斯里蘭卡。這條航線記載於漢代典籍《漢書·地理志》中。

### 最初的发展

#### 中国
在商代帝王武丁配偶（妇好）坟茔的考古中人们发现了产自新疆的软玉。这说明至少在公元前13世纪，中国就已经开始和西域乃至更远的地区进行商贸往来。依照晋人郭璞在《穆天子传》中的记载，前963年周穆王曾携带丝绸、金银的贵重品西行至裏海沿岸，并将和田玉带回中国。虽然这种说法的真实性还没有定论，但是目前在丝绸之路东段沿线的考古中，确实出土了部分在这一时期的丝绸制品。
在战国时期，中原地区已经存在了相当规模的对外经济交流。《史记·赵世家》中记录了苏厉与赵惠文王的一段对话：「马、胡犬不东下，昆山之玉不出，此三宝者非王有已。」苏厉用赵国通过对外贸易得到的财富威胁赵惠文王一段从侧面说明了这一点：因为人们相信，“昆山之玉”即为昆仑下出产的软玉，而胡犬则是产自中亚、西亚的一个狗的品种。

#### 中亚
隨着公元前5世紀左右河西走廊的開闢，帶動了中原对西方的商貿交流，塔里木盆地内印欧人的绿洲城邦国家諸如鄯善、龜茲、楼兰、疏勒、且末等國家紛紛在這一時期逐漸出現。而當時的歐洲國家已經出現了賽斯（Seres源自希臘語丝，从上古汉语丝的音转化的Ser。）——對中國的稱呼。這種小規模的貿易交流説明在张骞以前東西方之間已經有经过直接或间接的各种方式而持续長時間的贸易交流。

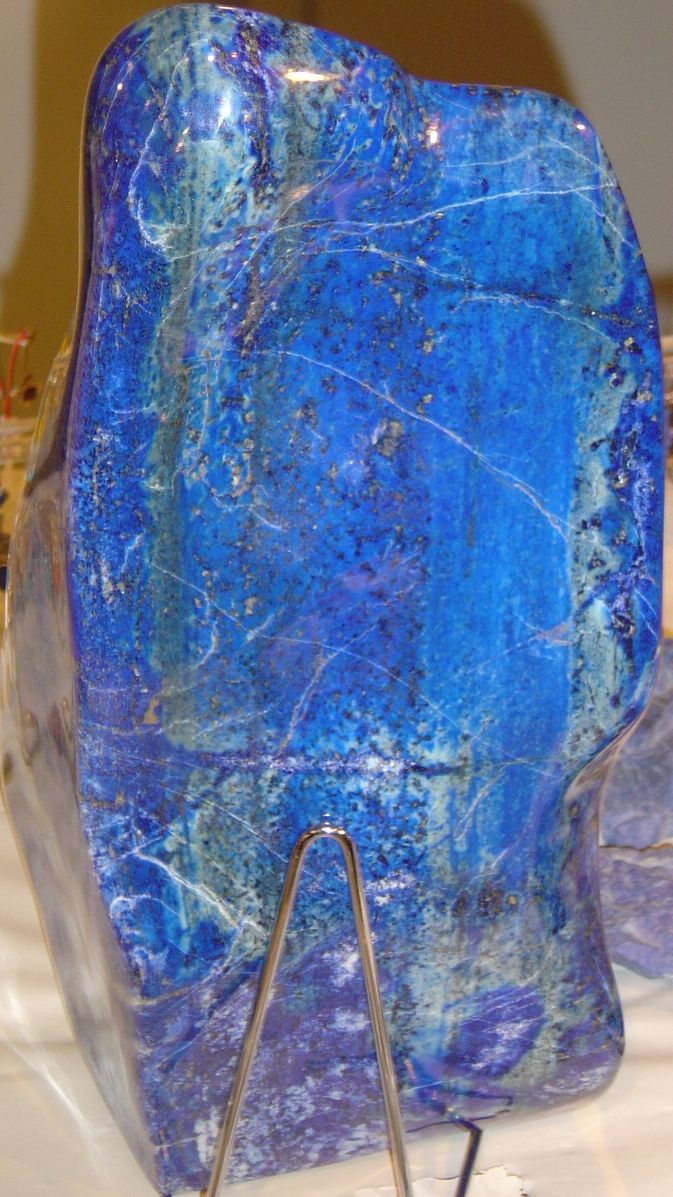
青金石是在早期丝绸之路上占有重要地位的商品之一，如今也是一种重要的宝石。

不仅仅是丝绸，同時絲綢之路上另一件著名的商品，產自今阿富汗巴達克山的青金石早在公元前13世紀就開始出現在古中國、古印度、古埃及——這意味著中西亞地區的商旅貿易開始的時間要比這一地區部分國家的誕生還要早些。之后不久，青金石的貿易開始傳入印度河流域文明的哈拉帕。后来成為佛教七寳之一。

#### 中东
作為世界上最早出現國家的文明之一，目前很多考古發現證明古埃及人在很早以前就開始從事北非、地中海及西亞的貿易。人們相信，在前14世紀，埃及人已經造出了海船。
在埃及，人們發現了距今5000餘年，產自阿富汗的青金石，説明埃及人已經開始沿著這條被稱為絲綢之路的道路上，展開了一定規模的貿易。一些人認為是前1070年左右絲綢殘骸的碎片已經被發現，這意味著至少在前1070年埃及可能已經與中國有了间接的貿易往來。不過此後不久絲綢在埃及的地位一落千丈，並絕跡于此後很長一段時間的史冊。同時，這些前11世紀的絲綢究竟是中國養蠶技術所出現的絲綢，還是一個來自地中海沿岸黎凡特或者中東的荒野丝，就是一個極有爭議的話題了。

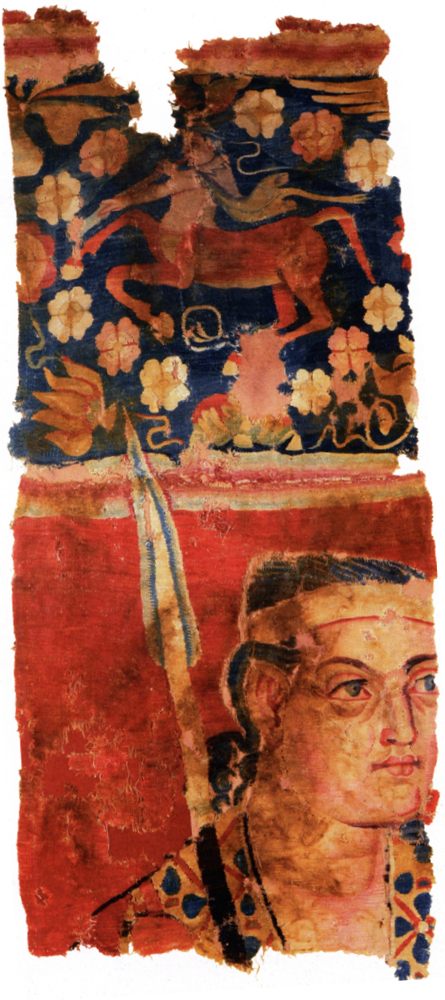
和田出土的山普拉掛毯，画上织有一名武士与希腊半人马，人马的斗篷与武士领子上的图案是原始希臘图案在中亚的变体。推定文物年代为公元前3世纪－4世纪。

在一统古埃及、黎凡特、小亚细亚、大伊朗的中央集权的君主制国家阿契美尼德王朝（前553—前334年）国王冈比西斯二世（前529年至前522年在位）和大流士一世（前522年至前486年在位）统治下，四处扩张的波斯建立了幅员辽阔的包括中、西亚在内的君主制国家。史料记载这位帝王喜爱爱琴海生产的鲜鱼和故乡波斯的水。为此大流士一世建立了一条连接这个中央集权君主制国家—阿契美尼德王朝（前553—前334年）首都苏萨（位于底格里斯河下游东岸靠近扎格罗斯山脉的一个城市）到小亚细亚以弗所和萨狄斯的全长1600多公里的“波斯御道”，这条仅由王室使用的皇道在沿线各段设立驿站，借助每个驿站的好马和驭手，皇室所需要的一切通过这条道第一时间送至首都，再将国王的指令传播到波斯全国。依照皇道的效率，一位向大流士一世进献快信的人只需9天即可送至首都，而同样的距离对于普通人而言需要3个月。一方面这个中央集权君主制国家—阿契美尼德王朝（前553—前334年）利用这样一条联系小亚细亚和美索不达米亚各地的国道加强了中央政府对各地的统治，另一方面也直接带动了这一地区的商贸活动。
在巴尔干半岛的君主制国家—马其顿王国（前356—前312年）的国王亚历山大大帝建立他横跨欧、亚、非三洲的马其顿帝国（有学者认为，这就是中国古籍记载的“犁轩”）后，他的继业者托勒密一世在前323年最终得到了埃及并建立托勒密王朝。希腊人开始积极促进小亚细亚、美索不达米亚、黎凡特、埃及、大伊朗、印度之间通过希腊人的港口进行的贸易活动，在陆地上希腊人也一样在贸易领域非常活跃。这一时期欧亚之间的繁荣的经贸并不仅是希腊人的成就，地处阿拉伯半岛的阿拉伯人部落—尤其是納巴泰人（前106年为罗马共和国所征服）为中西亚的贸易起到了不可忽视的作用。
希腊人的第一步就是利用君主制国家—马其顿帝国（前356—前312年）在中亚河中地区和大呼罗珊乃至更东方的扩张来打通并控制东西方之间的陆上丝绸之路，帝国东部边境也许已经到达了大宛国（今吉尔吉斯斯坦费尔干纳盆地）——如今帕米尔高原的西部境外。如今人们在这一带的考古发现了亚历山大大帝在前329年建立的城市——苦盏（希腊人命其为绝域亚历山大城，即亚历山大东征期间的建造的最东方的一个城市）。
经过继业者战争，在接下来的260年间，希腊人保持了塞琉古帝国在亚洲西部的统治。前250年，塞琉古帝国總督狄奧多特据大夏和粟特独立，他和他的後繼者德米特里一世向四周斯基泰人和萨尔马提亚人地区、安息和大宛扩张领土。继续沿着马其顿人过去的道路向西拓展。在大夏国王欧西德姆斯领导时期（前230-200年）時，大夏控制的最东部国界线不仅推进并超过了苦盞，有证据显示他们的侦察队在前200年左右已经到达过疏勒，这是有史以来最早的，有据可考的一次连接中原与西方的活动。古希腊历史学家斯特拉波曾这样评价这次行动：「他们甚至将自己国家的国土拓展至塞斯（中国）和弗林尼（Phryni）。」

### 公元前1世纪到7世纪

#### 张骞的西行

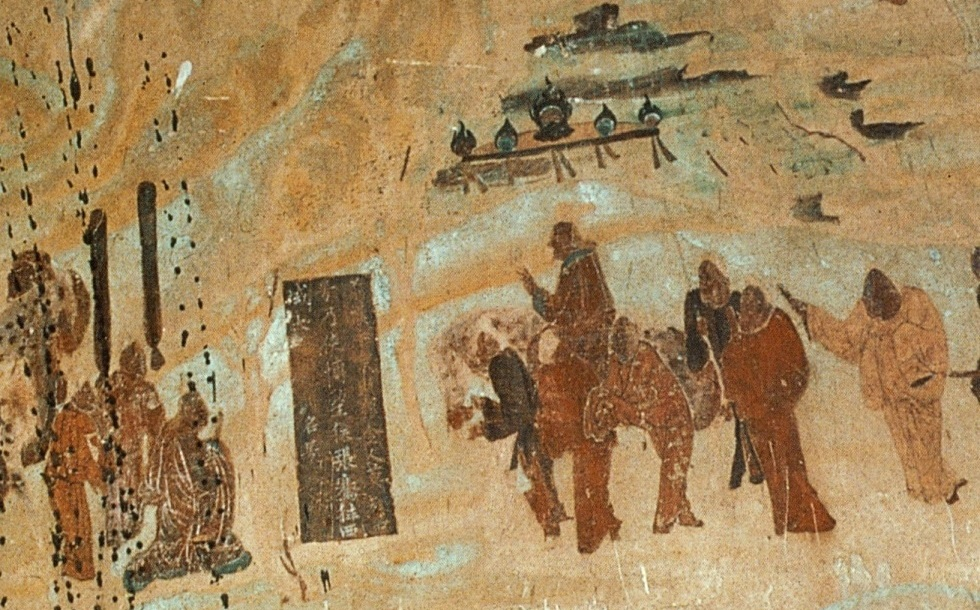
张骞出西域图（敦煌壁画）

前2世纪，中国的西漢王朝经过文景之治后國力日渐強盛。第七代皇帝漢武帝劉徹为打擊匈奴，計劃策動西域諸国與漢朝聯合，于是派遣張騫前往此前被冒頓單于逐出故土的大月氏。建元二年（前139年），张骞带一百多随从从长安出发，日夜兼程西行。张骞一行在途中被匈奴俘虏，遭到长达十余年的软禁。他们逃脱后历尽艰辛又继续西行，先后到达大宛、大月氏、大夏。在大夏市场上，张蓦看到了大月氏的毛毡、大秦国的海西布，尤其是西汉蜀郡的邓竹杖和蜀布。他由此推知从蜀地有路可通身毒（今印度）、大夏。前126年张骞几经周折后返回长安，出发时共一百多人，待到返回时仅剩张骞本人和一名堂邑父了。史书上把张骞的首次西行誉为“凿空”即空前的探险。这是有史以来的第一次中国派往西域的第一个使团。前119年，张骞时任中郎将，又第二次出使西域，经四年时间他和他的副使先后到达烏孫、大宛、康居、大月氏、大夏、安息國阿萨息斯王朝、身毒等国。

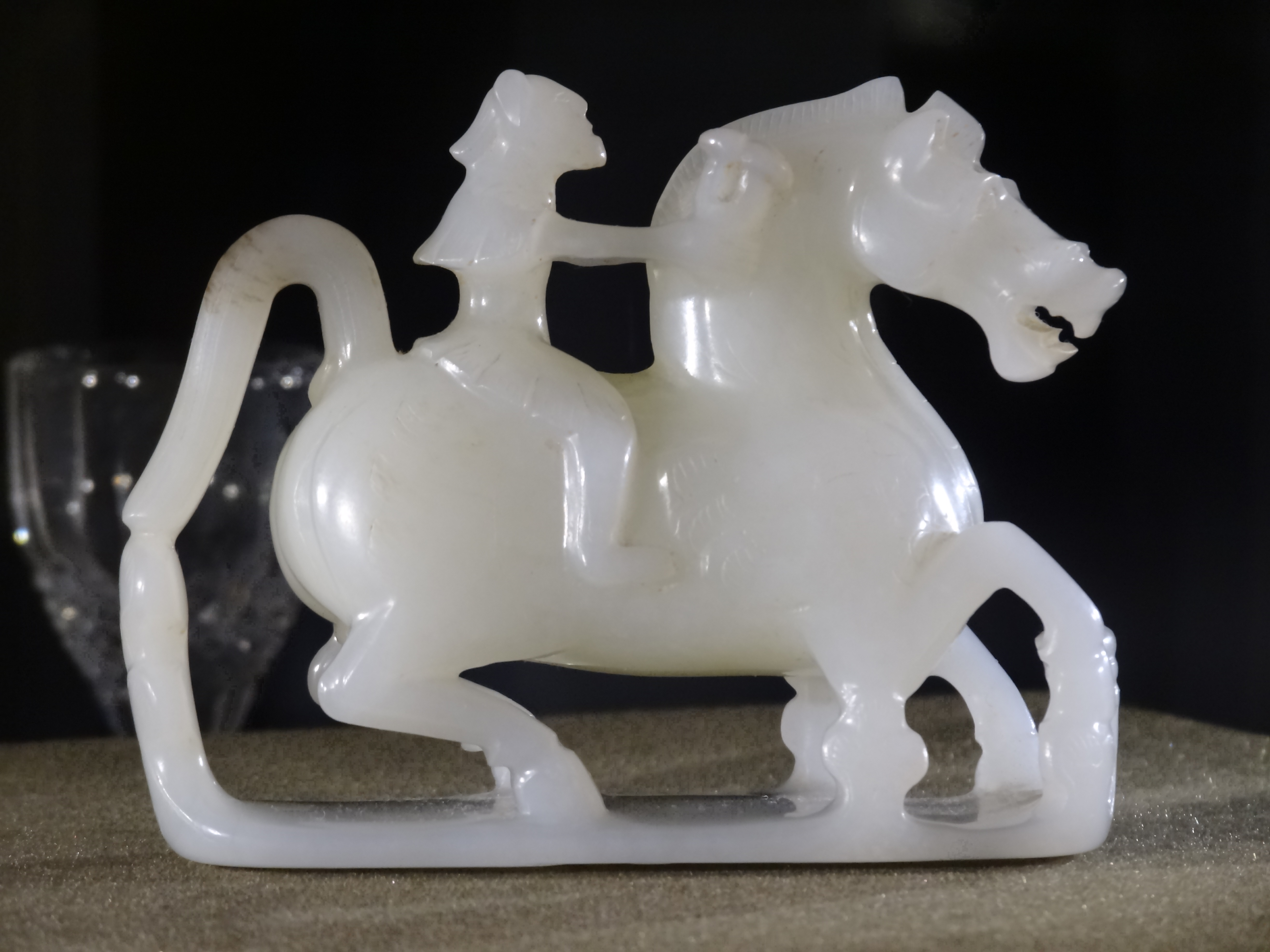
汉代玉仙人奔马

自從張騫第一次出使西域各國，向漢武帝報告關於西域的詳細形勢后，漢朝對西域的外交政策由最早的联合月氏从而钳击匈奴，變成了“廣地萬里，重九譯，威德遍於四海”的強烈願望。并在前104年—前102年的李广利征大宛之战最终获胜之后，塔里木盆地的印欧人的城邦国家纷纷改投门庭接受汉朝廷政府的管辖，因而在乌垒和蔚犁等地屯田和驻军几千人，并设置了戍己校尉以对当地的管辖，后為了促進西域與長安的交流，漢武帝招募了大量身份低微的商人，利用朝廷配給的貨物，到西域各國經商。這些具有冒險精神的商人中大部分成為富商巨賈，從而吸引了更多人從事絲綢之路上的貿易活動，極大地推動了中原與中西亚之間的经济文化交流，同時漢朝在各个关卡的海关税收方面取得了巨大利潤。出於對匈奴与汉朝在塔里木盆地的反复争夺與絲路上強盜橫行的狀況考慮，加強對西域的控制，漢宣帝神爵二年（前60年），設立了漢朝對西域的直接管轄機構——西域都護府。
以漢朝廷在西域设立官员为标志，丝绸之路这条东西方交流之路开始进入繁荣的时代。

#### 大规模的贸易

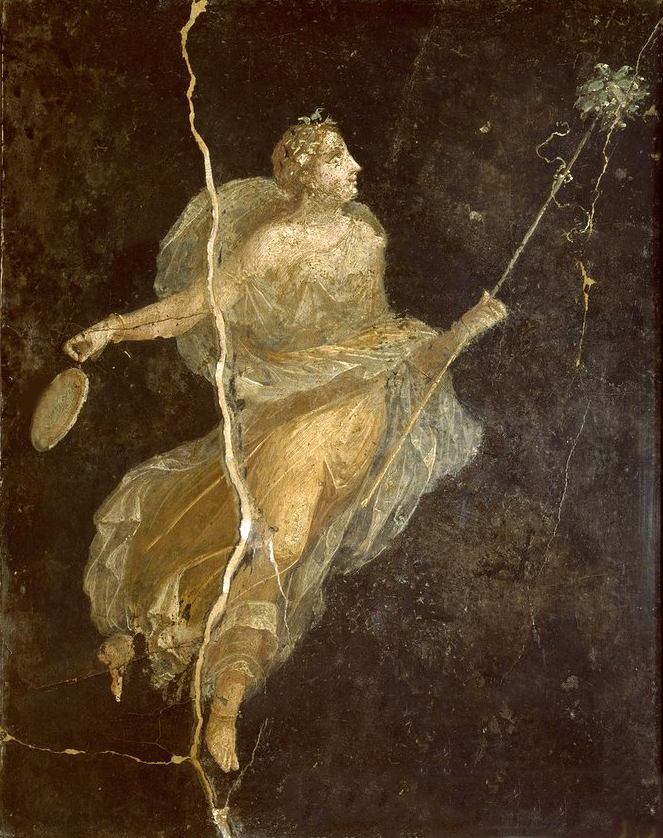
酒神的狂女迈那得斯身着丝绸外衣，该壁画现存于意大利那不勒斯博物馆。

當羅馬人在公元前63年征服敘利亞的塞琉古帝國和前30年征服埃及的托勒密王朝后，加之張騫第一次出使西域各國后遠東中國傾國力向西拓展的機遇，通過絲路的交流與貿易在印度、東南亞、錫蘭島、中國、中東、非洲和歐洲之間迅速發展。無數新奇的商品、技術與思想源源不斷的流行于歐亞非三洲的各個國家。大陸之間的貿易溝通變得規則、有序。
羅馬人很快就加入到這條商道中，從1世紀起羅馬人開始狂熱的迷戀着從阿薩息斯王朝、貴霜帝國和阿克蘇姆帝國手中轉手取得的中國絲綢——即便當時的羅馬人相信絲綢是從樹上摘下來的。“賽利斯人們（中國人）以從他們的樹林中獲取這種毛織品而聞名于世。他們將從樹上摘下的絲綢浸泡在水中，再將白色的樹葉一一梳落。（絲綢的）生産需要如此多的勞役，而它們又來自于地球的彼方，這令羅馬的少女們可以身着半透明的絲衣在大陸街上炫耀。”（老普林尼，《博物學》）
那時，絲綢成為羅馬人狂熱追求的對象。古羅馬的市場上絲綢的價格曾上揚至每磅約12兩黃金的天價。造成羅馬帝國黃金大量外流。這迫使元老院斷然制定法令禁止人們穿著絲衣，而理由除了黃金外流以外則是絲織品被認為是不道德的“我所看到的絲綢衣服，如果它的材質既不能遮掩人的軀體，又不能令人顯得莊重，這也能叫做衣服？……少女們注意到她們放浪的舉止，以至於成年人們可以透過她身上輕薄的絲衣看到她的身軀，丈夫、親朋好友們對女性身體的了解令他們更親近”（塞內卡，《雄辯集》，第一卷）

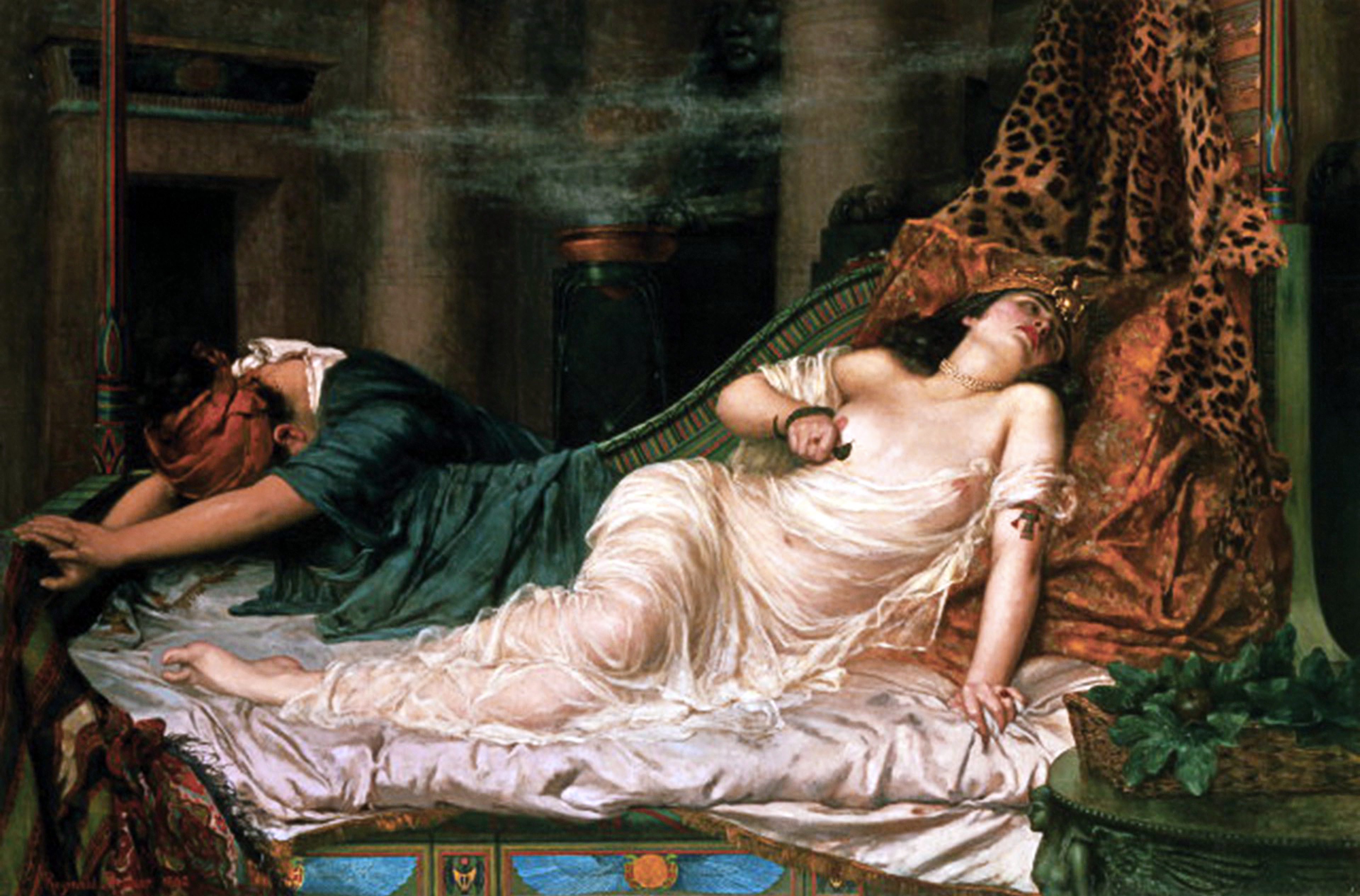
史料记载克麗歐佩特拉，这位艳后也是一位丝绸爱好者。

不仅仅是罗马人对来自东方的神奇玩意儿感兴趣。埃及歷史上著名的艷后克利奥帕特拉七世也曾經被記載穿着絲綢外衣接見使節，並酷愛絲綢製品。97年，东汉将军班超在重新建立起汉朝在中亚地区的支配地位后，派甘英攜帶大量絲織品到達波斯灣和羅馬的敘利亞行省（可能是今日土耳其的安条克），而當時安条克以南正是羅馬的埃及行省的領域。因而中國與埃及最早的官方溝通應當就是在這一時期。
而记载中的中国和其他大国的官方溝通似乎不止于此。《後漢書》記載了公元166年（漢桓帝延熹九年），罗马帝国派遣出第一批特使抵达汉朝。这些使者到达汉朝后以罗马帝国皇帝安敦的名义向汉朝皇帝汉桓帝进献了礼物。（由于安敦宁·毕尤死于161年（延熹四年），他死后由马尔库斯·奥列里乌斯继承王位，使者们不知道该用哪个国王的名义参拜汉朝皇帝，所以便称罗马国王为安敦。）罗马的使者从济南郡以北部的平原郡出海，通过海路，抵达今越南的东京，并在东南亚采购了犀牛角、象牙、玳瑁等奢侈品。汉朝也从罗马使者手中得到了有关天文学的书籍。
從南北朝的北魏、西魏、北周（500-581年）直接運送絲綢到東羅馬帝國的平均旅程大約需要230天，或將近三分之二年的時間，而從波斯帝國間接運送絲綢也需要數月的時間，而且成本要高得多。

### 從西方到東方
絲路在第四次十字軍東征威尼斯共和國攻陷君士坦丁堡後没落，而西班牙、葡萄牙開始企圖繞過被意大利威尼斯共和國和熱那亞共和國和比薩共和國和奥斯曼帝国控制的地中海航綫與舊有的絲綢之路，要經由海路接通南亚和东亚，並希望能从中獲得比絲路貿易更大的利潤。一些國家也希望將本國的所信仰的宗教傳至東方。
由於西夏阻隔令絲綢之路一度中斷，到13世紀初成吉思汗西征與四大汗國建立後，使經由河西走廊通往西域的草原絲綢之路重新暢通無阻：傳教士和商人追隨派往大蒙古國特使的腳步，開始踏入亞洲。蒙古人在轄境內推行驛站交通，草原驛站與蒙古帝國擴張一道延伸至西亞和東歐，由漠北草原到四大汗國境內都遍設驛站，連接交通網使中斷幾個世紀之久的歐亞道路重新開通。大蒙古國時期驛站的設置與有效管理促進了蒙古帝國與世界各國之間的商貿往來。蒙古政府大力建設都城到地方的各級驛站、客館，使草原絲綢之路、海上絲綢之路有空前發展。
1492年，受命于西班牙女王伊莎貝拉一世的資助的熱那亞人哥倫布遠航的一個目標就是最終能到達印度，並開創另一條比絲路更好的貿易要道，但他卻在失望中發現了美洲的巴哈馬群島，在後來的屢次航行中始終認為是發現了印度，並且至死都相信他所到的地方是印度，後來才證實是發現了新大陸美洲。於是哥倫布之後的西班牙帝國和葡萄牙帝國的探險家在美洲開啟了新世界的殖民地時代。
17世紀之後，荷蘭與英國也陸續在非洲、美洲、南太平洋擴展他們的勢力。航海貿易興起後，中亞的陸上絲路逐漸被取而代之，由海上絲綢之路承擔對外貿易主力。
19世紀初叶，尽管歐洲強權已在海上遍布，中國依然被西方認為是嚮往之地，是最興旺與古老的文明，學者多認為這是絲路在中西交流史上所帶來的精神性影響，也造成西方在近代200年期間，認為與中國交易能獲得巨大利潤的印象。

### 被列为世界遗产
中國自1998年起便啟動了絲綢之路申請世界遺產的項目。2006年，中國與哈薩克、吉爾吉斯、塔吉克、烏茲別克、土庫曼五國達成協議，聯合申遺。2014年6月22日，在杜哈舉行的第38屆的世界遺產委員會會議上，絲綢之路同京杭大運河一起，被聯合國教科文組織列為世界遺產。

## 经济文化交流

### 商品交流
正如“丝绸之路”的名称，在这条逾7000公里的长路上，丝绸与同样原产中国的瓷器一样，成为当时一个东亚强盛文明象征。丝绸不仅是丝路上重要的奢侈消费品，也是历代中原王朝的一种有效的政治工具：中国的友好使节出使西域乃至更远的国家时，往往将丝绸作为表示两国友好的有效手段。并且丝绸的西传也少许改变了西方各国对中国的印象，由于西传至君士坦丁堡的丝绸和瓷器价格奇高，令相当多的人认为中国乃至东亚是一个物产丰盈的富裕地区。各国元首及贵族曾一度以穿着用腓尼基红染过的中国丝绸，家中使用瓷器为富有荣耀的象征。
此外，阿富汗的青金石也随着商队的行进不断流入欧亚各地。这种远早于丝绸的贸易品在欧亚大陆的广泛传播为带动欧亚贸易交流做出了贡献。这种珍贵的商品曾是两河流域各国财富的象征。当青金石流传到印度后，被那里的佛教徒供奉为佛教七宝之一，令青金石增添了悠远的宗教色彩。而葡萄、核桃、胡萝卜、胡椒、胡豆、菠菜（又称为波稜菜，唐代由今尼泊爾傳入）、黄瓜（汉时称胡瓜）、石榴等的传播为东亚人的日常饮食增添了更多的选择。西域特产的葡萄酒经过历史的发展融入到中国的传统酒文化当中。商队从中国主要运出铁器、金器、银器、镜子和其他豪华制品。运往中国的是稀有动物和鸟类、植物、皮货、药材、香料、珠宝首饰。

### 文化交流
芮乐伟·韩森教授认为：如果只看货物贸易的重量与往来的人数，丝绸之路是历史上交通流量较少的道路之一；丝绸之路之所以改变历史，很大程度上是因为丝路上穿行的人们把他们各自的文化的沿线传播。:247

#### 造纸印刷术的西传
自从公元前1世紀，中國式造紙工艺率先在中國發明和漢和帝元興元年105年蔡伦改进造纸术后到八世纪中叶为止，只有當時的東亞及东南亞部分國家才有發達的造紙工業。隨著絲綢之路的繁榮，紙製品開始在西域以及更遠的地方出現。人們已在在樓蘭遺跡的考古發現了2世紀的古紙。而中亞地區雖然也是用紙，但沒有發現造紙作坊的證據。很多人認為造紙術的西傳為中亞、西亞及歐洲帶來了一次巨大的變革，而最初這場變革卻是很意外的：751年唐與新興的阿拔斯王朝在中亞的怛罗斯战役，三万唐军失败，阿拉伯军队將唐军戰俘沿着絲綢之路帶回撒马尔罕，而這些戰俘中就有長於造紙術的中國工匠。最終造紙術就這樣傳播到伊斯蘭世界，後來在14世紀傳入意大利的西西里岛和伊比利亞半島，15世紀傳入西歐和中歐。

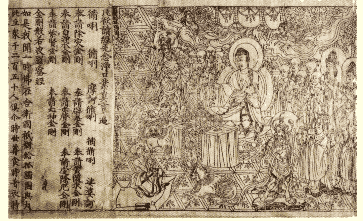
目前已知最古老的印刷品：唐代的《金剛經》就發現于敦煌。

西域地區沙漠密布，各國的繁榮與水往往是脫不開關係的。天山與昆侖山溶化的雪水是西域的主要補給水源之一。然而收集這些雪水並不是容易的事情，溶化后積聚在山路的水很短時間就會被蒸發或滲入地下。自汉宣帝在位时派遣軍隊囤積在西域發展農業時，流傳于山區的坎兒井和井渠技術被同樣需要水源的軍人使用在西域，並逐步流傳至更遠的國家。早先西域地區坎兒井技術究竟是由中國還是波斯傳入西域一直事件有爭議的問題。不過井渠技術和穿井法被證實是由中國傳向西方：《太史公书》中記載，贰师將軍李广利率兵攻打大宛，利用斷絕水源的方式圍困城市。然“宛城中新得漢人知穿井”，令大宛人堅持了很長時間。
古代中國的印刷術也是沿著丝路逐漸西傳的技術之一。在敦煌、吐魯番等地，已經發現了用於彫版印刷的木刻板和部分紙製品。其中唐代的《金剛經》彫版碎片如今仍保存于英國。這説明印刷術在8世纪至少已傳播至中亞。13世纪时代，不少欧洲傳教士和使節沿丝绸之路来到元朝的都城拜見蒙古皇帝，并将这种技术带回欧洲。1450年，欧洲人古騰堡利用印刷术印出了一部《圣经》。1466年，第一个印刷厂在意大利佛罗倫薩出现，令这种便于文化传播的技术很传遍了整个欧洲。

#### 宗教思想交流

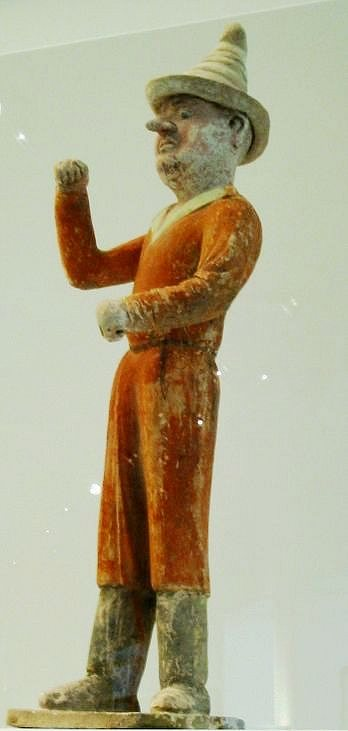
在中國甘肅發現的初唐时期（7世纪）的西方傳教士像

前1世纪末叶，佛教自于阗沿塔克拉玛干大沙漠南北侧之“丝绸之路”子孔道，全面传到西域各国。关于佛教传入西域地区，目前尚有许多说法。但是国内外“学术界基本看法是：佛教早在公元前2世纪以后，晚在公元前1世纪末已传入西域了”。据此，佛教於公元前87年传入西域于阗（和田）以后，公元前10年左右自佛教圣地于阗向西或北方向传播到叶城、莎车、塔什库尔干、喀什、阿克苏、库车、焉首等西域之“丝绸之路”北路各地和向东北方向传播到且末、若羌、米兰、楼兰等西域之“丝绸之路”南北路诸地是理所当然之事。
除了佛教，拜火教、摩尼教和景教也随着丝绸之路来到中国，成為很多人的信仰；并沿着丝绸之路的分支，传播到朝鮮半島、日本与其他亚洲国家。
拜火教（一名为祆教）是中国人对古伊朗琐罗亚斯德教（这可能与西域地区与拜火教敌视的伊斯兰教有关。）的称呼，该教于公元前6—前1世纪沿丝路向东方传播，被认为是最早传入西域的宗教。拜火教曾是波斯的国教，在伊斯兰哈里发兴起后被迫东移。有记载当时西域各国都信仰琐罗亚斯德教，受到中原王朝朝廷支持，隋唐時期也有许多祆祠以备“胡商祈福”，地方统治者为控制拜火教的发展，设立薩寶府，並選任薩寶（或譯薩薄、薩甫）以管理，试图将宗教纳入国家管理体系中。但该教于九世纪中叶回紇人西遷塔里木盆地后则基本消失。
景教则是叙利亚基督教聶斯脫里教派的一个分支，史料记载景教在唐太宗贞观九年（635年）博得皇帝好感，并准许教徒在长安兴建庙寺一所，初称“波斯寺”，后更名为“罗马寺”、“大秦寺”；到唐高宗在位时，阿罗本被奉为镇国大法主，往后教堂亦挂上历代大唐皇帝像。唐玄宗天宝十四年（公元755年）安史之乱爆发后，景教徒伊斯曾协助郭子仪平乱，后被赐紫衣袈裟。从635年开始，景教在中原顺利发展了2百年，与祆教及摩尼教并称唐代“三夷教”。在会昌法难之后，景教走向衰落，但一直延续到16世纪末叶天主教进入中国时仍未絕跡。

#### 音乐交流与文学外传
公元386-534年，拥有“民乐之王”之称的琵琶通过丝绸之路从波斯经由西域传入中国，给中国古典音乐史带来了新的曲目和音乐理论。此后不仅在隋唐成为九部、十部乐中的主要乐器，而且造就了无锡派、平湖派、浦东派、崇明派等多个琵琶流派，以及《塞上曲》、《夕阳箫鼓》、《十面埋伏》等传世名曲，白居易、元稹、苏轼等文人墨客都留下了咏叹琵琶的流芳千古的诗词歌赋。在唐代（618-907），琵琶从中国传入朝鲜、日本、越南。从中国传入日本的螺钿紫檀五弦琵琶，至今收藏于日本奈良东大寺，堪称世界艺术宝库中的稀世珍品。
在公元1世纪初，儒学已传入朝鲜，《诗经》和《春秋》等儒家典籍成为朝鲜人的经典读物。5世纪以前，儒学经朝鲜传入日本，据《古事记》所载，百济的阿直岐、王仁是最早到日本的儒家学者。隋唐时期，日本派遣遣隋使、遣唐使和留学生、留学僧学习中国文化，回国后他们借用汉字的偏旁部首和草书，创造了日文的片假名和平假名，而儒家文化随之普及到日本社会各个阶层。

## 参看
| - 丝国 - 丝绸 - 瓷器 - 西域 - 河西走廊 - 亚洲、非洲、欧洲 - 中国历史 - 絲路基金 | - 張騫 - 甘英 - 班超 - 汉武帝 - 法显 - 玄奘、大唐西域记 - 忽必烈 - 马可·波罗 - 伊本·白图泰 | - 青金石 - 南方丝绸之路 - 海上丝绸之路 - 草原絲綢之路 - 黑貂之路 - 漢朝和羅馬的關係 - 蒙古山水地圖 - 絲路花雨 - 一带一路 |

### 引用
1. 1 2 3  芮乐伟·韩森. . 北京: 北京联合出版公司·后浪出版公司. 2015-8: 8. ISBN 9787550253414 （中文（简体））.
2. ↑  . 新华社. 2020年  [2022-03-17]. （原始内容存档于2022-05-09）.
3. ↑  联合国教科文组织. .
4. ↑  .   [2023-12-29]. （原始内容存档于2023-12-29）.
5. ↑  .   [2018-07-14]. （原始内容存档于2020-12-06）.
6. ↑  . 网易. 2014-06-23  [2014-06-23]. （原始内容存档于2015-05-19）.
7. 1 2  马光（搬运工）, 由. . 2022-12-14  [2024-12-28]. （原始内容存档于2022-12-14） （中文（简体））.
8. ↑  .   [2023-12-29]. （原始内容存档于2023-12-29）.
9. ↑  . 中国国际问题研究院. 2015-08-17  [2016-09-09]. （原始内容存档于2020-07-18）.
10. ↑  司马迁. . 2015-03-17  [2016-09-09]. （原始内容存档于2020-12-06） （中文）.
11. ↑  伯希和：《犁靬为埃及亚历山大城说》，见冯承钧译：《西域南海史地考证译丛》（第二卷）第七编，商务印书馆，1995年。
12. ↑  . zgrdxw.peopledaily.com.cn.   [2024-12-28]. （原始内容存档于2005-11-13）.
13. 1 2  . tech.qq.com. 腾讯网. 2010-01-20  [2016-09-09]. （原始内容存档于2020-10-21）.
14. ↑  Patrick Hunt. . Stanford University.   [20 April 2013]. （原始内容存档于26 June 2013）.
15. ↑  乌云高娃：站赤——元代驿站交通网新样态 2017-03-27《中国社会科学报》第1175期 的存檔，存档日期2023-01-15.
16. ↑  Hoxie, Frederic E. ed. Encyclopedia of North American Indians Houghton Mifflin (March 1997) ISBN 978-0-395-66921-1 p.568
17. ↑  Herbst, Philip H.; Herbst, Philip. . Intercultural Press. 1997: 116. ISBN 978-1-877864-97-1 （英语）.
18. ↑  Wilton, David. . Oxford University Press, USA. 2004-12-02: 164–165. ISBN 978-0-19-517284-3 （英语）.
19. ↑  . 國立臺灣史前文化博物館.   [2023-04-18]. （原始内容存档于2023-04-18）.
20. ↑  . 中国新闻网. 2014-06-23  [2016-09-09]. （原始内容存档于2017-12-16）.
21. ↑  .   [2014-06-23]. （原始内容存档于2014-07-23）.
22. ↑  . 南方周末.   [2014-06-23]. （原始内容存档于2014-06-26）.
23. ↑  . 新华网. 2014-06-22  [2016-09-09]. （原始内容存档于2014-07-12）.
24. ↑  张秋梅. . 新华丝路.   [2024-05-07]. （原始内容存档于2024-05-07）.

## 研究書目
- 林梅村：《絲綢之路考古十五講》（北京：北京大学出版社，2006）。
- 林梅村：《絲綢之路散記》（北京：人民美術出版社，2004）。
- 姜伯勤：《敦煌吐魯番文書與絲綢之路》（北京：文物出版社，1994）。
- Luce Boulnois著，耿昇譯：《絲綢之路》（烏魯木齊：新疆人民出版社，1982）。
- 長澤和俊著，鍾美珠譯：《絲綢之路史研究》（天津：天津古籍出版社，1990）。
- 季羡林：〈丝绸之路与西行行记考（页面存档备份，存于）〉。